# Raymond Ruyer
Raymond Ruyer (1902, Plainfaing u Colmaru – 1987, Nancy) byl francouzský filosof, který se zabýval také biologií, kybernetikou, utopiemi, teorií hodnot a kritikou ideologií.

## Život
Narodil se v městečku Plainfaing ve Vogézách na hranici s Německem, asi 60 km jihozápadně od Štrasburku. Brzy osiřel a po maturitě studoval na École normale supérieure v Paříži, kde roku 1937 promoval prací o fenomenologii vědomí. Válečná léta 1940-1944 strávil v zajateckém táboře v Göpfritz v Rakousku, asi 30 km jižně od Znojma, kde se svými přáteli organizoval pravidelnou „táborovou univerzitu“. Z této velice široké inspirace pak po válce vytěžil řadu svěžích, neideologických knih o mnoha tématech, počínaje filosofií vědomí a kybernetikou až po filosofii hodnot a svobody. Protože však zároveň kritizovaly tehdy módní levicový existencialismus, neměly ve Francii velkou odezvu.
Od roku 1946 byl Ruyer profesorem filosofie na univerzitě v Nancy, v 70. letech se stal dopisujícím členem Institut de France a dostal i nabídku profesury na Sorbonně, kterou však odmítl, protože nechtěl opustit prostředí svých přátel v Nancy. Na radu svého přítele, sociologa Raymonda Arona se pak Ruyer obrátil k populárnějšímu žánru. Teprve knížka „Princetonská gnóze“ (1974), fiktivní výklad kosmologických názorů skupiny amerických akademiků, měla větší ohlas v USA i v Evropě. V jedné z dalších knih pak obhajoval názor, že autorkou Homérských básní byla žena, a vydal také „Umění být vždycky spokojen“.

## Myšlenky
Ruyer byl silně ovlivněn fenomenologií, kterou však chápal jako návod k pečlivému a kritickému zkoumání zkušenosti, včetně zkušenosti vědecké a občanské. Proti všem akademickým i ideologickým schématům hájil vždy kritický postoj zdravého rozumu, který často nacházel u myslitelů anglosaských. Přesto jeho myšlení nikdy není primitivní, ale naopak provokuje k hlubšímu domýšlení. U nás na Ruyera upozorňoval už brzy po válce Jan Patočka.
Ruyerovým východiskem je představa evoluce Vesmíru jako nesmírného živého i duchovního celku, na rozdíl od Bergsona však přisuzoval hlavní vývojovou roli tématům či ideám, jimiž se lidé a společnosti nechávají vést a jimž také věnoval největší pozornost. Byl velkým kritikem jak Descartovského dualismu, tak také mechanismu a scientismu. Tak jako živý organismus není stroj, není ani lidské myšlení jen zpracováním informací. Zejména v posledních letech také silně kritizoval „sebevražedné“ tendence moderní permisivní kultury, která zaměňuje svobodu s libovůlí, podřizuje morálku ekonomice a ignoruje životní význam tradice.

## Dílo
- La conscience et le corps (Vědomí a tělo) - Alcan, Paris 1937,
- Éléments de psycho-biologie (Základy psycho-biologie) - Presses Universitaires de France, Paris, 1946
- Le monde des valeurs (Svět hodnot) - Aubier, Paris, 1947,
- L'Utopie et les Utopies (Utopické myšlení a různé Utopie) - Presses Universitaires de France, Paris, 1950,
- ‘’L’action à distance d’après la science contemporaine’’ (Působení na dálku v současné vědě) - Revue Métapsychique, 1951, n°16, 183-196
- ‘'Néofinalisme (Nový finalismus) - Presses Universitaires de France – Paris - 1952,
- La cybernétique et l'origine de l'information (Kybernetika a původ informace) - Flammarion, Paris 1954,
- La genèse des formes vivantes (Původ živých forem) - Flammarion, Paris, 1958,
- La philosophie de la valeur (Filosofie hodnot) - Armand Colin, Paris, 1959,
- Paradoxes de la conscience et limites de l'automatisme (Paradoxy vědomí a meze automatů) - Albin Michel, Paris 1960,
- L'animal, l'homme, la fonction symbolique (Živočich, člověk, symbolická funkce) - Gallimard, Paris, 1964
- Éloge de la société de consommation (Chvála konzumní společnosti) - Calmann-Lévy, Paris, 1969,
- Dieu des religions, Dieu de la science (Bůh náboženství, Bůh vědy) - Flammarion, Paris 1970,
- Les nuisances idéologiques (Otravování s ideologiemi) – Calmann-Lévy, Paris, 1972,
- La gnose de Princeton (Princetonská gnoze) - Fayard, Paris, 1974 ,
- Les nourritures psychiques. La politique du bonheur (Potrava pro duši. Politika štěstí) - Calmann-Lévy, Paris, 1975,
- Les cent prochains siècles (Sto příštích staletí) - Fayard, Paris, 1977,
- Homère au féminin ou La jeune femme auteur de l'Odyssée (Homér v ženském rodě) - Copernic, Paris 1977,
- L'art d'être toujours content. Introduction à la vie gnostique (Umění být vždycky spokojen. Úvod do gnostického života) - Fayard, Paris, 1978,
- Le sceptique résolu (Rozhodný skeptik) - Robert Laffont, Paris, 1979.
- Souvenirs -1- Ma famille alsacienne et ma vallée vosgienne (Vzpomínky 1. Moje alsaské rodina a vogézské údolí) - Vent d'Est, Paris 1985.
- L’embryogenèse du monde et le Dieu silencieux (Embryogeneze světa a mlčící Bůh) 1983 (nepublikovaný rukopis)